# Devon Baulkman
Devon Jemel Baulkman (Bainbridge, Georgia, 10 de noviembre de 1991) es un baloncestista estadounidense que actualmente se encuentra sin equipo. Con 1,93 metros de estatura, juega en la posición de escolta.

## Trayectoria deportiva

### Universidad
Jugó dos años en el Gulf Coast State College de la NJCAA, donde en su segunda temporada promedió 15,5 puntos, 4,9 rebotes y 2,4 asistencias por partido.
En 2014 fue transferido a los Volunteers de la Universidad de Tennessee, donde jugó dos temporadas más, en las que promedió 7,2 puntos, 2,9 rebotes y 1,2 asistencias por encuentro.

### Profesional
Tras no ser elegido en el Draft de la NBA de 2016, en el mes de agosto de ese año fichó por el ratiopharm Ulm de la Basketball Bundesliga alemana, pero acabó jugando en el filial de la ProB, el OrangeAcademy, donde únicamente disputó ocho partidos en los que promedió 17,1 puntos y 6,4 rebotes.
En octubre de 2017 realizó una prueba para los Westchester Knicks de la NBA G League, acabando por fichar por el filial de los New York Knicks.